# Ungud
Az ausztrál őslakos mitológiájában Ungud az egyik, hol hímnemű, hol nőnemű kígyóisten, akit a szivárványokkal, illetve a klánok sámánjainak termékenységével, erekciójával hoznak összefüggésbe.

## Fordítás
- Ez a szócikk részben vagy egészben  az   Ungud című angol Wikipédia-szócikk ezen változatának fordításán alapul.  Az eredeti cikk szerkesztőit annak laptörténete sorolja fel. Ez a jelzés csupán a megfogalmazás eredetét és a szerzői jogokat jelzi, nem szolgál a cikkben szereplő információk forrásmegjelöléseként.